# 上卡斯滕山 (阿爾卑斯山脈)
47°17′0.8″N 9°29′7.4″E / 47.283556°N 9.485389°E
上卡斯滕山（Hoher Kasten），是瑞士的山峰，位於該國東北部，由聖加侖州負責管轄，屬於阿彭策爾阿爾卑斯山脈的一部分，海拔高度1,791米，每年平均降雨量1,852毫米。
从阿彭策尔以南的 Brülisau 乘坐缆车可轻松抵达山顶。顶部建有一家可欣赏全景的旋转餐厅。
19世纪初，就已经有人描述过登上上卡斯滕山和邻近的卡莫尔山。